# PPD-40
La PPD (Pistolet-Pulemyot Degtyaryova, en rus: Пистолет-пулемёт Дегтярёва) es una pistola metralladora dissenyada originalment en 1934 per Vassili Degtiariov. La PPD té una culata convencional de fusta, disparada amb un sistema de forrellat obert, i tenia un selector de mode de foc. Va ser reemplaçada per la PPSh-41.

## Història

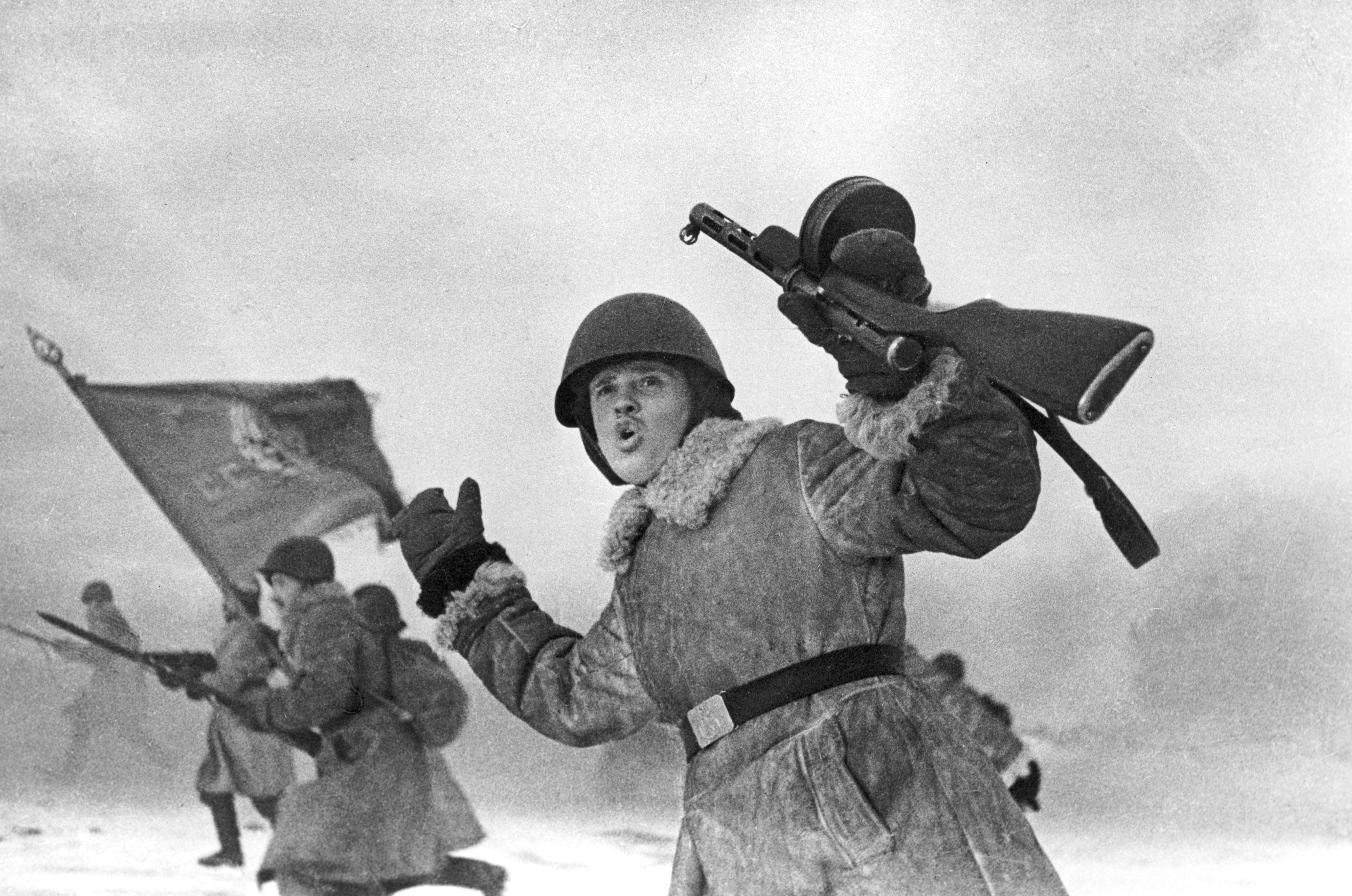
Propaganda soviètica en la qual es pot veure un soldat soviètic amb una PPD-40.

Desenvolupada a la Unió Soviètica pel dissenyador d'armes Vassili Degtiariov. La PPD va ser dissenyada per a disparar el nou tipus de munició de pistola soviètica, la 7,62×25mm Tokarev, que estava basada en la similar munició alemanya, la 7,63×25mm Mauser, utilitzada per la pistola Mauser C96. La PPD utilitzava normalment un carregador de tambor.
La PPD va entrar oficialment en ús en l'exèrcit roig en 1935, encara que la PPD-34 no era produïda en grans quantitats. Els problemes en la producció no es van solucionar fins a 1937; en 1934, només es van produir 44, en 1935 només 23; la producció va començar a augmentar la producció amb 1.291, seguides de les 1.115 produïdes en 1938, i les 1.700 en 1939. Va veure ús en les forces internes del NKVD, igualment que als guardes fronterers. Una petita dada curiosa es que l'arma va ser retirada del servei en 1939, seguint la directiva del Comissionat del Poble en Industria de Defensa; però va tornar a entrar en producció ràpidament gràcies a la intervenció personal de Degtyaryov amb Stalin, els quals tenien una bona relació personal. Durant la guerra d'hivern, es va trobar una falta important de potència de foc individual, i es van tornar a introduir algunes armes més antigues ja fora de servei, com el Fedorov Avtomat.
En 1938 i 1940, es van fer petites modificacions, i es van dissenyar les PPD-34/38 i la PPD-40 respectivament, i es van introduir alguns petits canvis com, per fer més fàcil la producció de l'arma. La producció en massa va començar en 1940, en aquell any, es van construir 81.118 PPD. Encara que la PPD, era molt complicada de fer, era molt costosa i cara, i la majoria dels seus components, eren molt difícils de produir. Encara que va ser utilitzada als primers anys de la Segona Guerra Mundial, va ser oficialment reemplaçada per la PPSh-41, en 1941. Aquesta era més barata i fàcil de fer. La gran innovació de Georgi Shpagin, es va aplicar a la majoria de les noves armes automàtiques soviètiques. El procés consistia en la introducció en grans quantitats de parts de les armes fetes de metall estampat, les principals parts eren els rebedors de les armes; la PPSh-41, tenia endemés, una compensació per la seva alta tassa de foc, i tenia una punteria molt millor respecte a la PPD. En 1941 només es van produir 5.868 PPD, que, comparades a les PPSh que es van fer aquell any, no era res, ja que es van fer 98.644 d'aquelles, encara que això també era poc amb les que es van fer l'any següent, que van ser 1,5 milions de PPSh.
Les PPD capturades pels finesos es van utilitzar en la guerra d'hivern i la Segona Guerra Mundial, pels guardes fronterers i les tropes de defensa civil, i van seguir en servei fins (aproximadament) 1960. Les PPD-34/38 i PPD-40 capturades per les tropes alemanyes de la Wehrmacht, van rebre el nom de MP.715(r) i MP.716(r) respectivament.
Un número de PPD, es van construir de forma semi artesanal, per armers per les tropes partisanes soviètiques. Aquestes armes es van seguir construint fins a més tard de 1944, utilitzant algunes tècniques antigues, ja que l'estampat de metall no estava disponible per als partisans en aquells moments. No hi han números exactes de quantes PPD es van produir, però com a mínim 6 armers es van dedicar a construir-les fent les seves pròpies sèries. Un d'ells se sap que van construir 28 PPD en aproximadament 2 anys.

## Usuaris
- Albània[7]

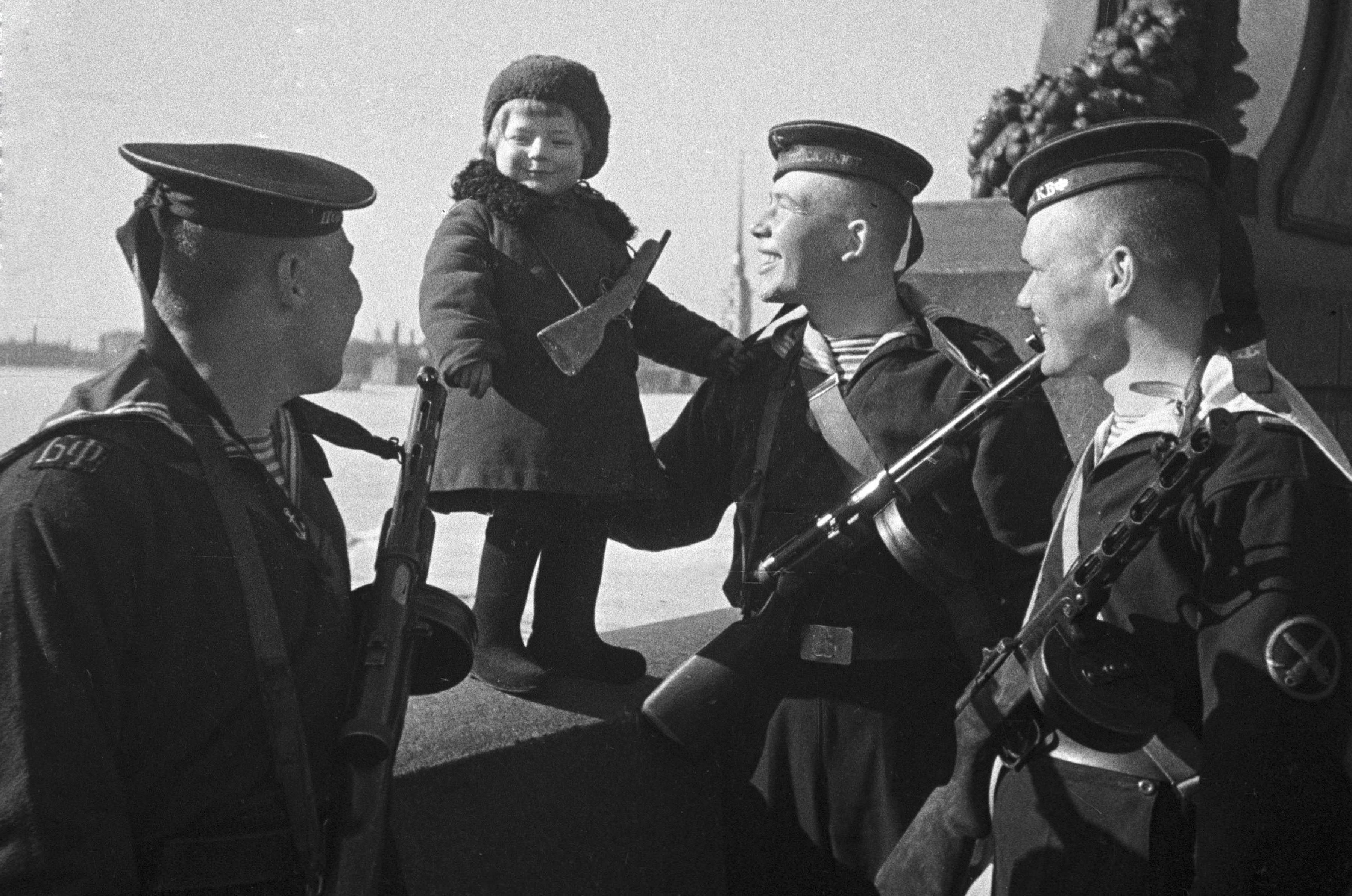
Mariners de la flota Bàltica armats amb PPD-40 (els dos de l'esquerra) i PPSh-41 (el de més a la dreta), en maig de 1943.

- República de la Xina: Va rebre 3.000 durant la Segona Guerra sinojaponesa.
- Finlàndia[8][9]
- Corea del Nord[9]
- Unió Soviètica[10]
- Segona República Espanyola (1931): Van utilitzar PPD-34/38 les forces Repúblicanes Espanyoles durant la Guerra Civil Espanyola.[11][12]

## Links
- «World», 24-01-2011. [Consulta: 26 abril 2011]. «Modern Firearms – PPD-40».
- Basic notes on PPD-34 and PPD-40 (en rus).  Gewehr, 2007-04-11..
- [2008-12-10]  (en rus).  Ucoz..
- «Machinepistols part 2». A: Finnish Army ARMY 1918–1945.  Jaegerplatoon [Consulta: 26 abril 2011]..